# Naturschutzgebiet Oelingrather und Grunder Bachtal
Das Naturschutzgebiet Oelingrather und Grunder Bachtal mit einer Größe von 22,2 ha liegt nordwestlich von Remscheid, nordöstlich von Solingen und südlich von Wuppertal. Das Gebiet wurde 2003 durch die Stadt Remscheid als Naturschutzgebiet (NSG) ausgewiesen mit der Bezeichnung RS-012.

## Gebietsbeschreibung
Das NSG „Oelingrather und Grunder Bachtal“ setzt sich aus zwei Bachtälern südlich der Ortschaft Grund sowie südlich der Ortschaft Oelingrath zusammen. Sie werden durch die Ortschaft Grund räumlich getrennt. Die naturnah verlaufenden Bäche wiesen abschnittsweise Quellbereiche und Wassermoose auf (zFM1). In dem steinigen bis lehmigen Bachbett haben sich Pestwurz-Bestände ausgebildet. An die in dem relativ schmalen Kerbtal mäandrierenden Bäche schließen sich überwiegend landwirtschaftlich genutzte Grünlandflächen an. Stellenweise werden sowohl die Fließgewässer (zAC5) als auch die straßenbegleitenden Bereiche von kleineren Gehölzen gesäumt. Im Grünland finden sich in Bachnähe feuchte Sumpfdotterblumen-Bestände und an den Hängen haben sich magere Weiden entwickelt. Auf kleineren verbrachten Abschnitten sind Adlerfarn bzw. Neophyten gewachsen. Die höher gelegenen Laubwälder (Buchenwald xAA0, Buchen-Eichenwald AB1 und Birken-Eichenwald AB2) sind alters- und artenheterogen ausgebildet. Nach erfolgreicher Durchführung von Pflegemaßnahmen hat sich im nördlichen NSG-Teilbereich initial Besenheide angesiedelt. Ein nördlich bei Kempkenholz gelegenes Stillgewässer mit Schild-Hahnenfuß wird derzeit (2011) vom Fließgewässer abgetrennt und renaturiert. Eine Waldbestattungsstätte und parkähnliche Relikte schließen sich östlich und westlich des Stillgewässers an. Südlich des Stillgewässers findet sich eine besonders artenreich ausgeprägte Quelle. Bei den Stillgewässern im südlichen NSG-Teilbereich handelt es sich um alte, tlw. beschattete Fischteiche mit einer schmalen Uferzone.
Das NSG weist mit seinem naturnahen Bachlauf und der vorhandenen Auendynamik, den punktuellen Quellfluren, seinen hochstaudenreichen Ufern, den bachbegleitenden Erlenbeständen, dem Feucht- und Magergrünland, den einzelnen Gebüschen sowie dem naturnahen Laubwald mit eingestreuten Althölzern eine für den Naturraum bergisches Land landschaftstypische Gestalt auf.
Die Strukturvielfalt, das Vorkommen von gefährdeten Arten und der gute Erhaltungszustand verleihen, diesem Gebiet einen hervorragenden Platz unter vergleichbaren Gebieten im Naturraum. Es besitzt durch seine typische Gestalt und den Reichtum an Biotoptypen bzw. naturnahen Strukturen eine landesweite Bedeutung. Im regionalen Umfeld kann es als Trittstein im Verbund der naturnahen Kerbtäler gelten. Lokal dient es auch zur Naherholung.
Die Entwicklungsziele liegen in der Erhaltung und der Förderung der strukturellen Vielfalt landschaftstypischer und naturnaher Kerbtäler mit natürlichem Bachverlauf, Hochstaudenfluren, den überwiegend bewaldeten Hangbereichen, der Eigenart und Schönheit der Wiesentäler sowie der vorhandenen naturnahen Stillgewässern.

### Biotoptypen im Gebiet
- Natürliche eutrophe Seen mit einer Vegetation des Magnopotamions oder Hydrocharitions <3150> (0,09 ha)
- Fließgewässer der planaren bis montanen Stufe mit Vegetation des Ranunculion fluitantis und des Callitricho-Batrachion <3260> (0,14 ha)
- Feuchte Hochstaudenfluren der planaren und montanen bis alpinen Stufe <6430> (0,06 ha)
- Auen-Wälder mit Alnus glutinosa und Fraxinus excelsior (Alno-Padion, Alnion incanae, Salicion albae) <91E0> (0,29 ha)
- Schutzwürdige und gefährdete Laubwälder außerhalb von Sonderstandorten (nicht FFH-LRT) <NA00> (5,90 ha)
- Schutzwürdige und gefährdete linienförmige Gehölzstrukturen und Einzelbäume <NBD0> (1,28 ha)
- Schutzwürdige und gefährdete Ufergehölze (nicht FFH-LRT) <NBE0> (0,03 ha)
- Schutzwürdige und gefährdete Sümpfe, Riede und Röhrichte (nicht FFH-LRT) <NCC0> (0,01 ha)
- Schutzwürdiges und gefährdetes Nass- und Feuchtgrünland incl. Brachen (nicht FFH-LRT) <NEC0> (0,12 ha)
- Schutzwürdiges und gefährdetes Magergrünland incl. Brachen (nicht FFH-LRT) <NED0> (1,82 ha)
- Schutzwürdige und gefährdete Stillgewässer (nicht FFH-LRT) <NFD0> (0,01 ha)
- Schutzwürdige und gefährdete Quellbereiche (nicht FFH-LRT) <NFK0> (0,02 ha)
- Schutzwürdige und gefährdete Fließgewässer (nicht FFH-LRT) <NFM0> (0,45 ha)

### Geschützte Biotope
- Auwälder (0,32 ha)
- Fließgewässerbereiche (natürlich o. naturnah, unverbaut) (0,64 ha)
- Quellbereiche (0,02 ha)
- Röhrichte (0,01 ha)
- Seggen- und binsenreiche Nasswiesen (0,12 ha)
- stehende Binnengewässer (natürlich o. naturnah, unverbaut) (0,10 ha)

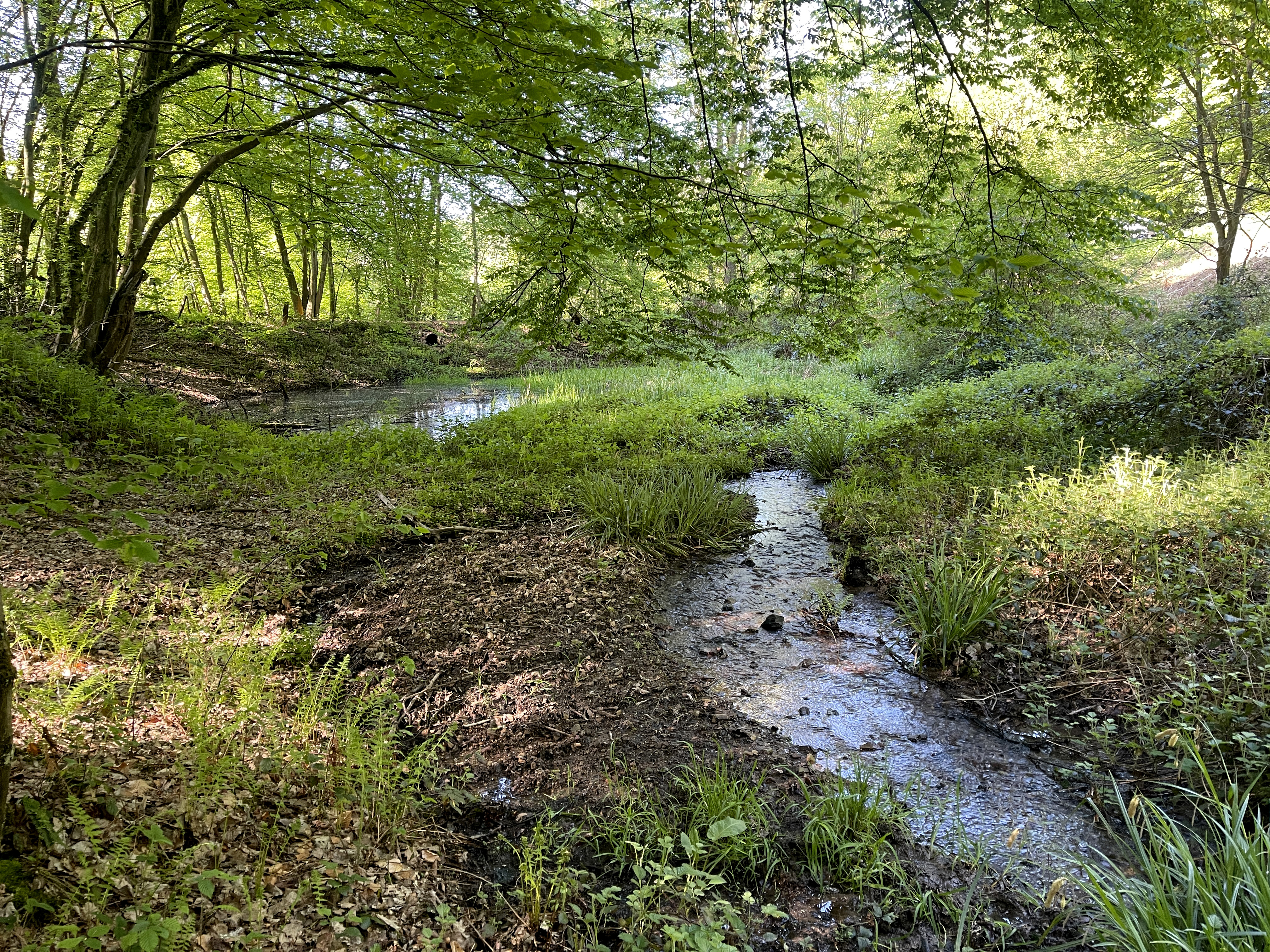
Renaturierter Teich am Oelingrather Bach
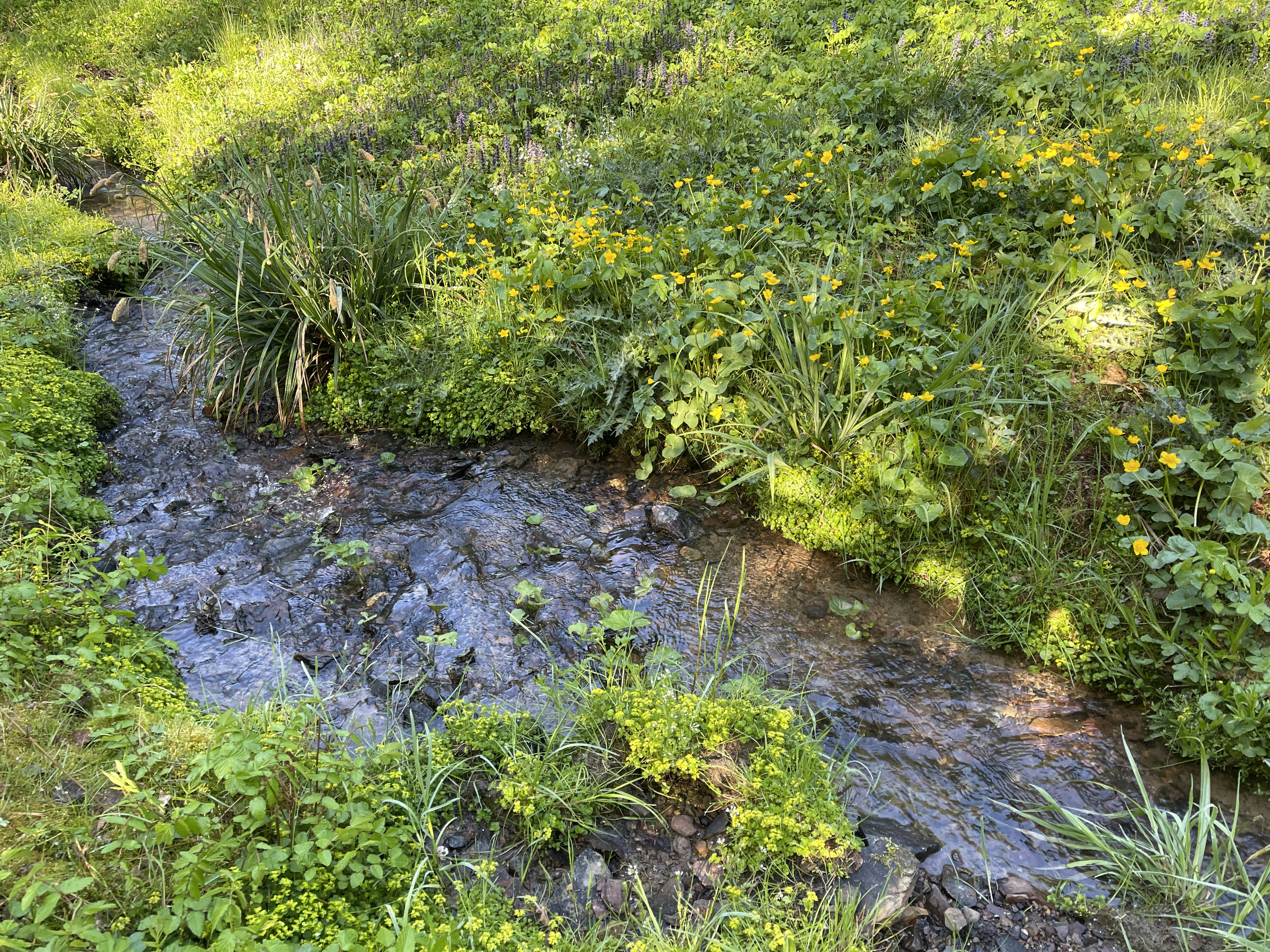
Pflanzenvielfalt am Oelingrather Bach
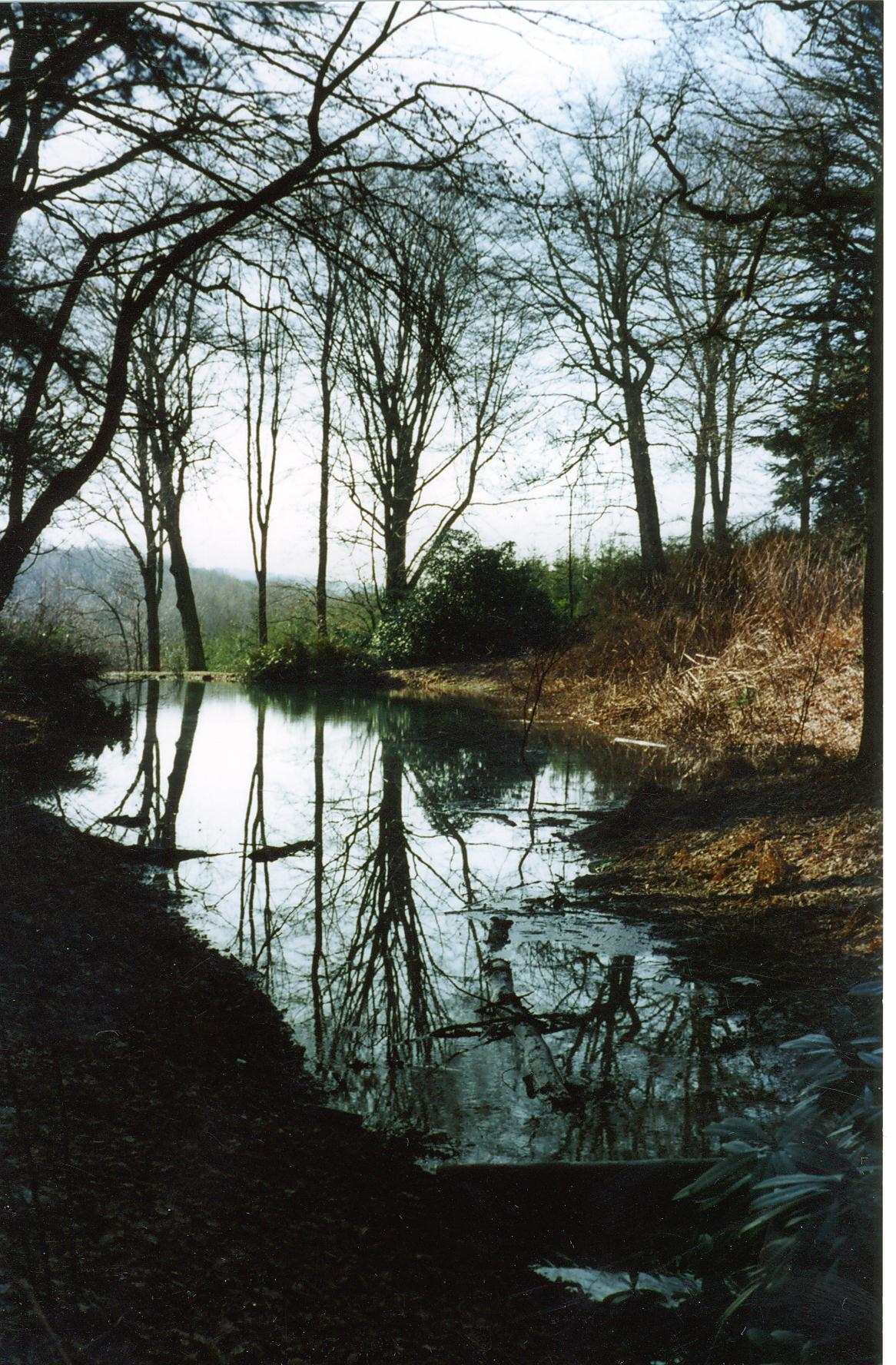
Teich im NSG
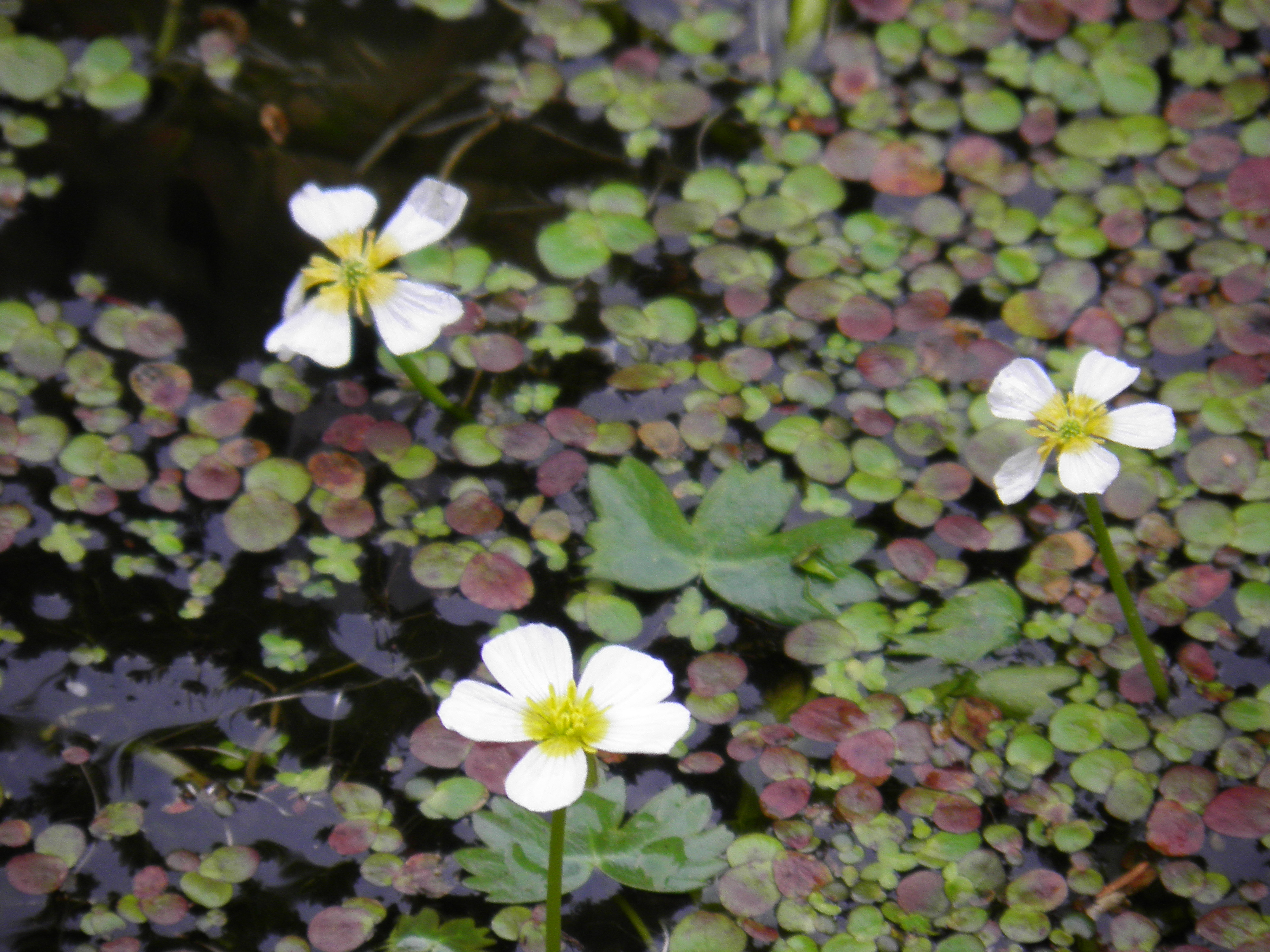
Schild-Wasserhahnenfuß (Ranunculus peltatus)
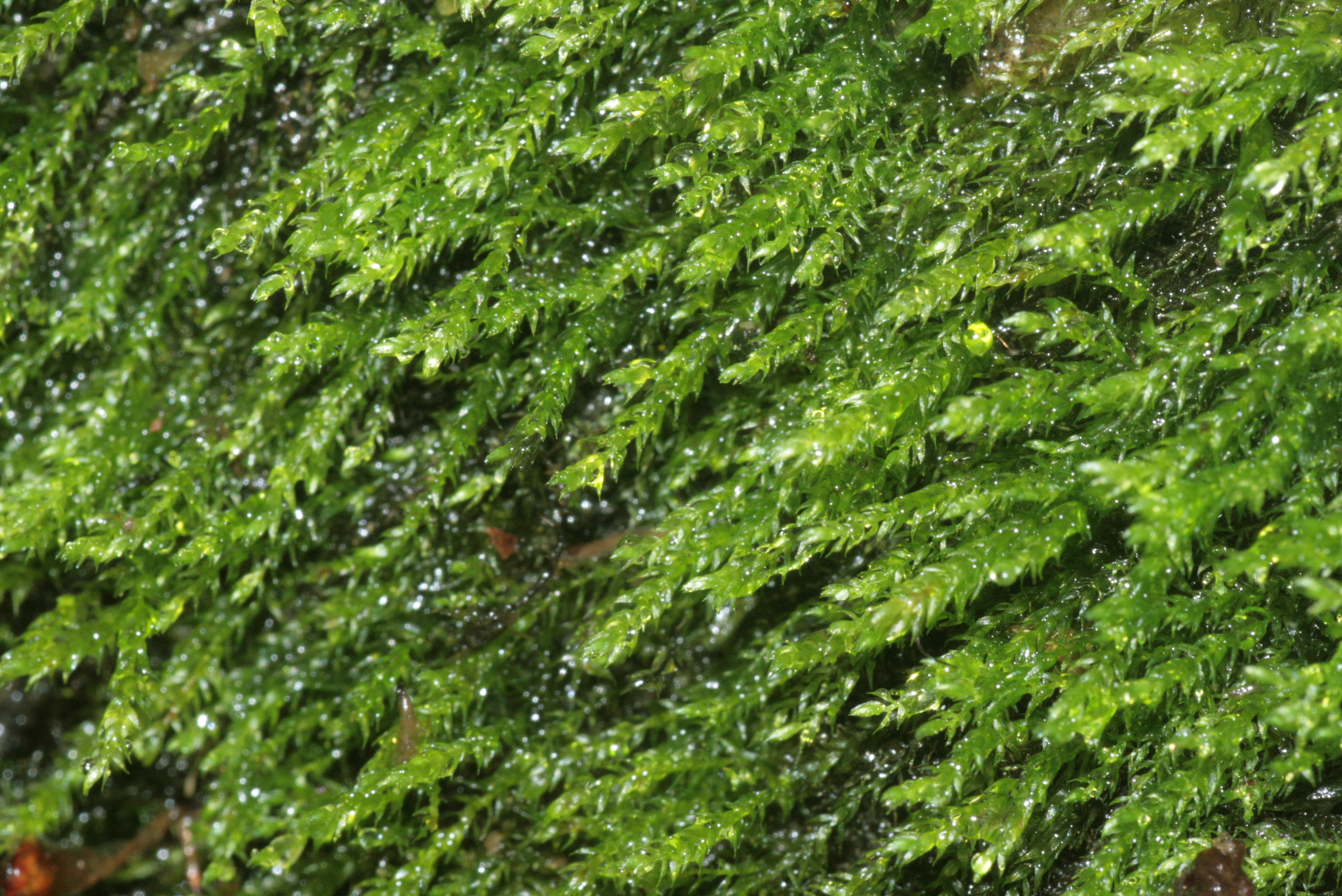
Fluss-Wasserstumpfdeckelmoos (Hygroamblystegium fluviatile)
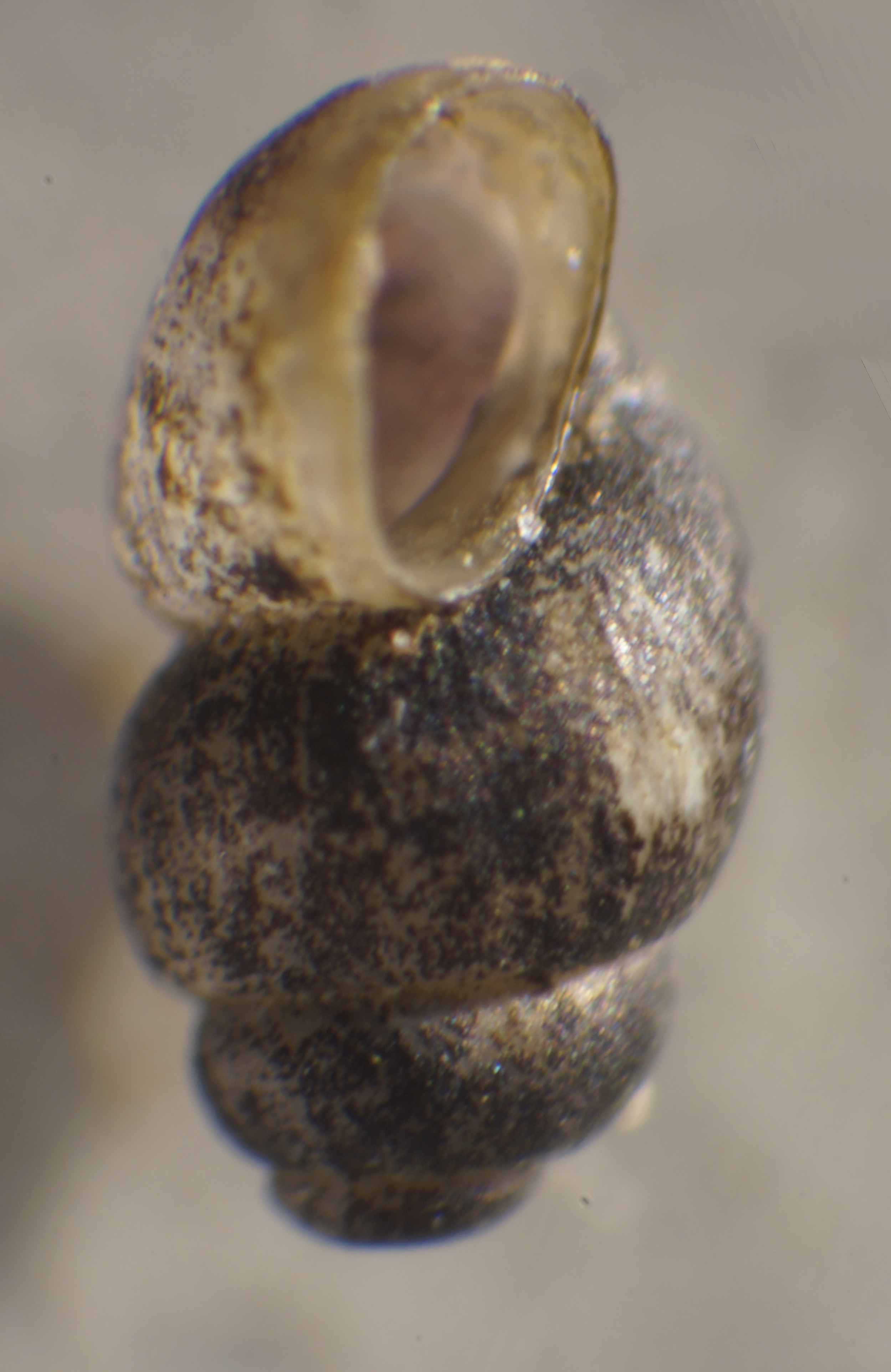
Gehäuse Dunkers Quellschnecke (Bythinella dunkeri)
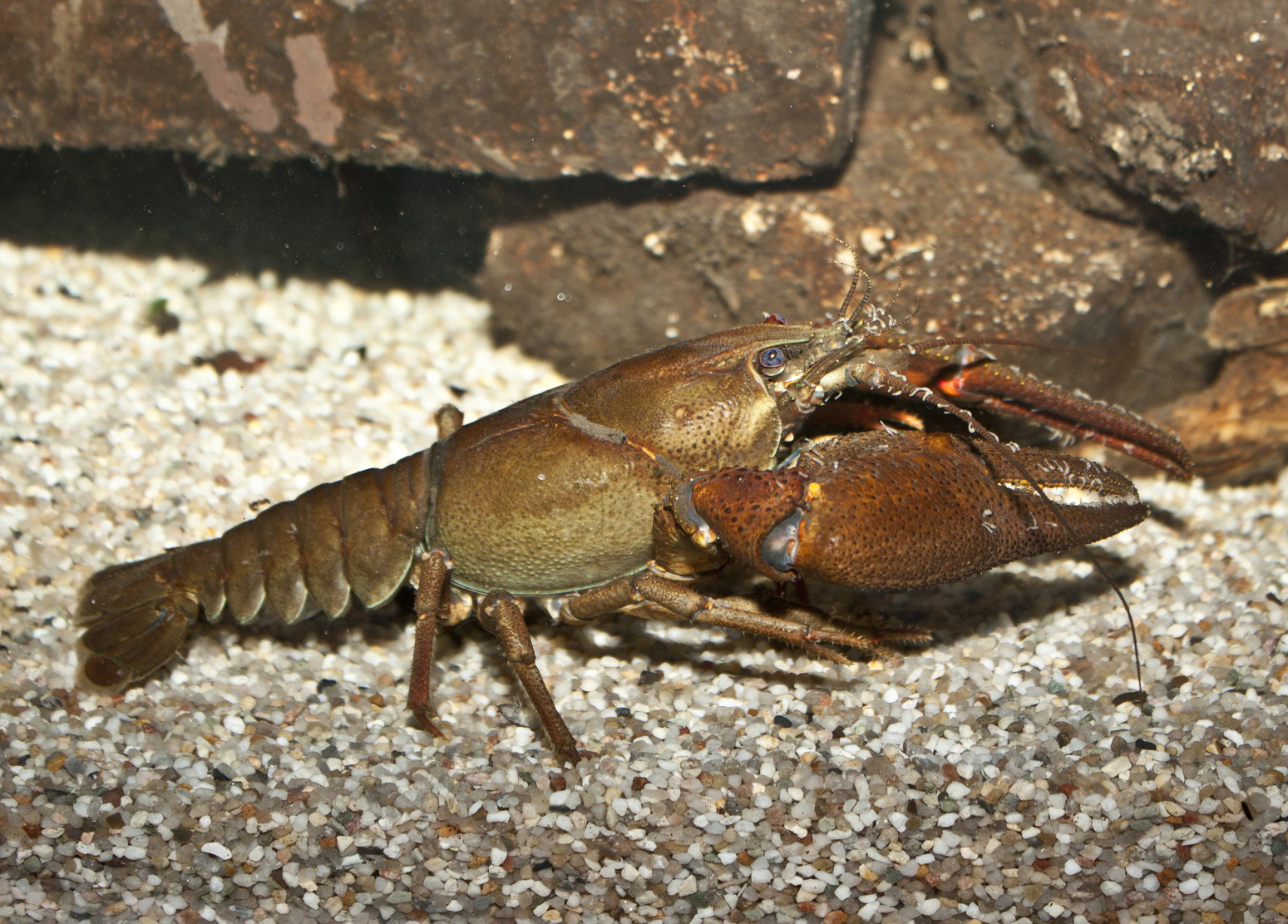
Edelkrebs (Astacus astacus)
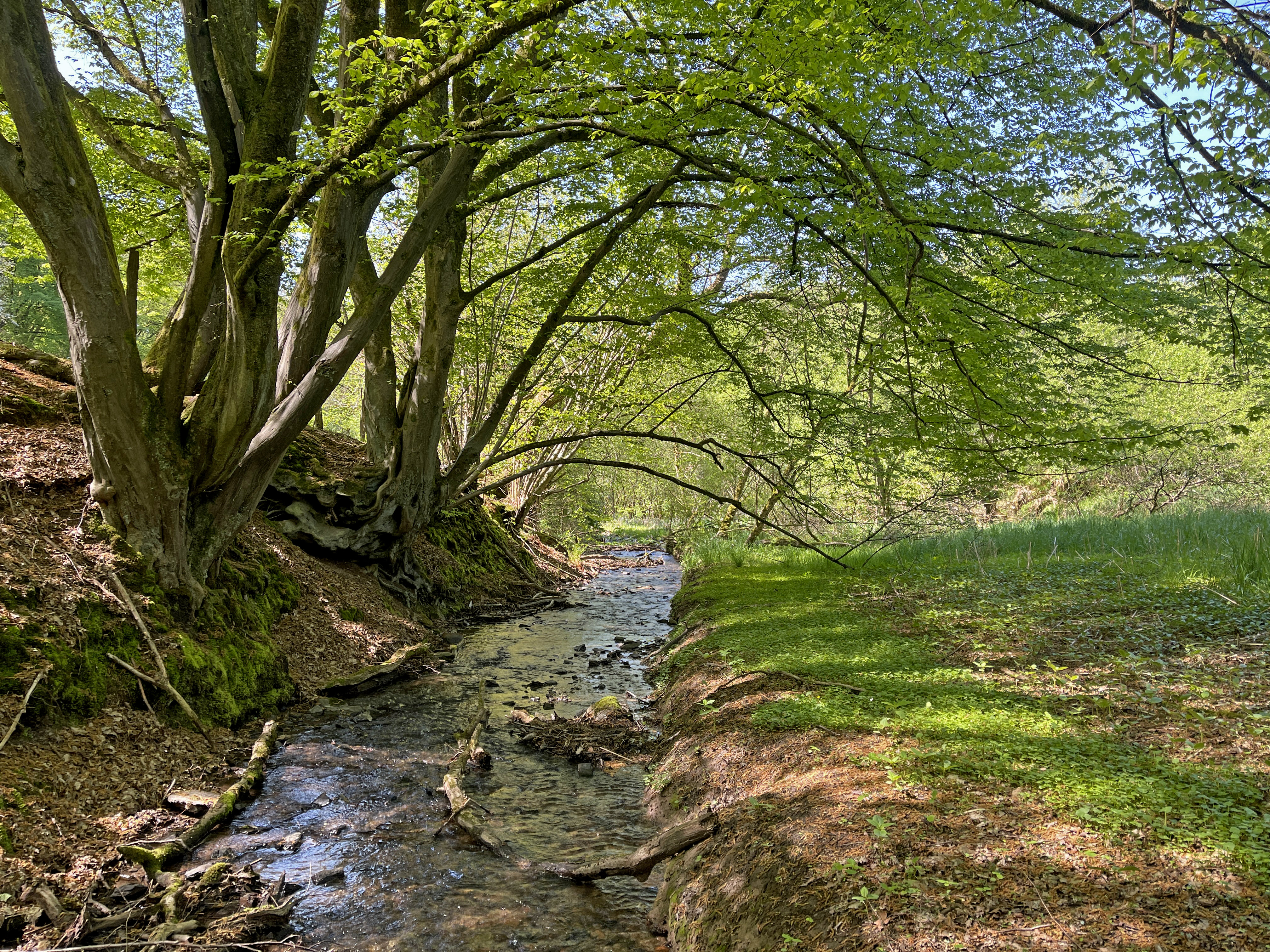
Grunder Bach südl. Grund
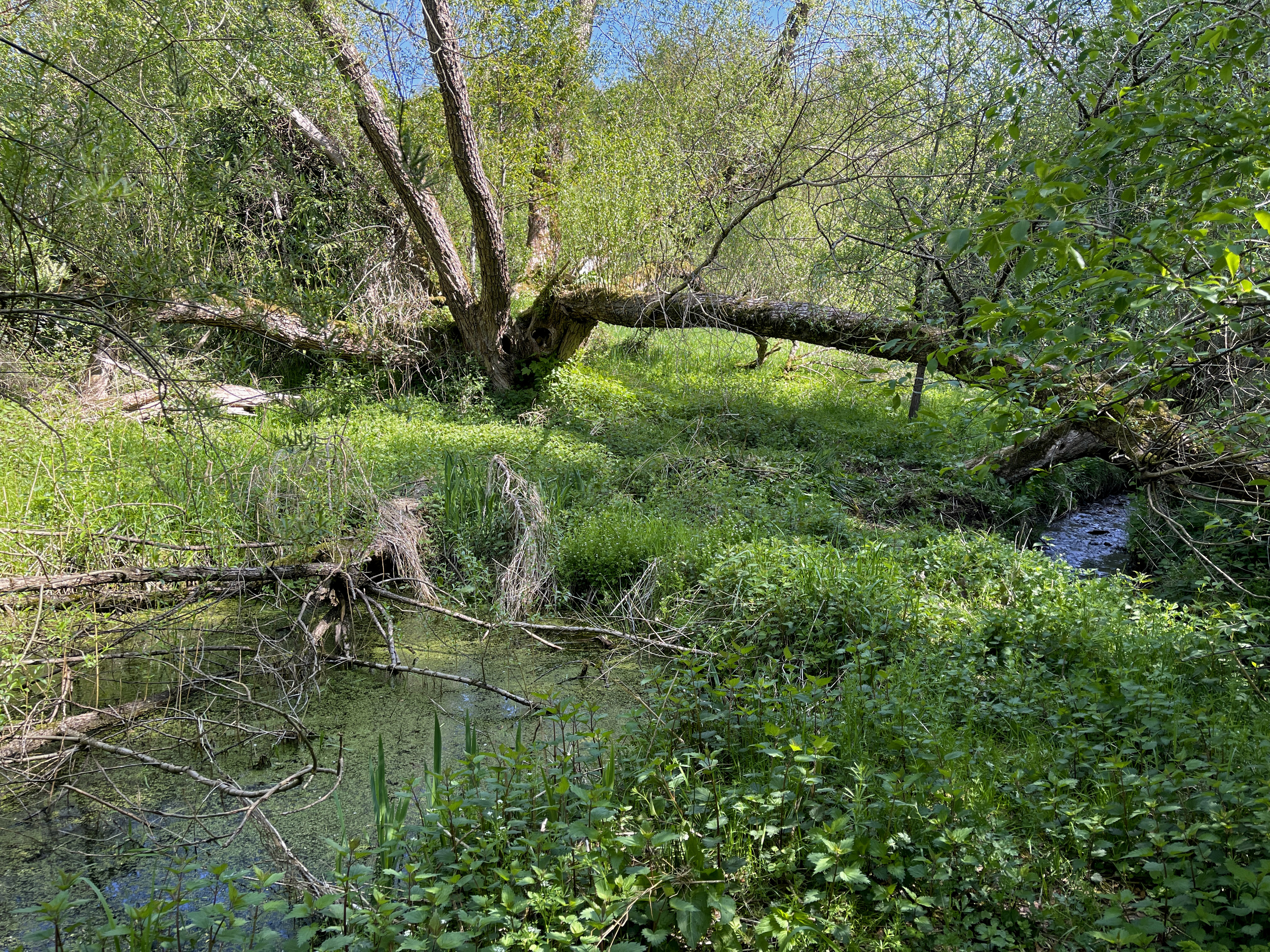
gr. gebrochene Weide u. Stillgewässer am Grunder Bach
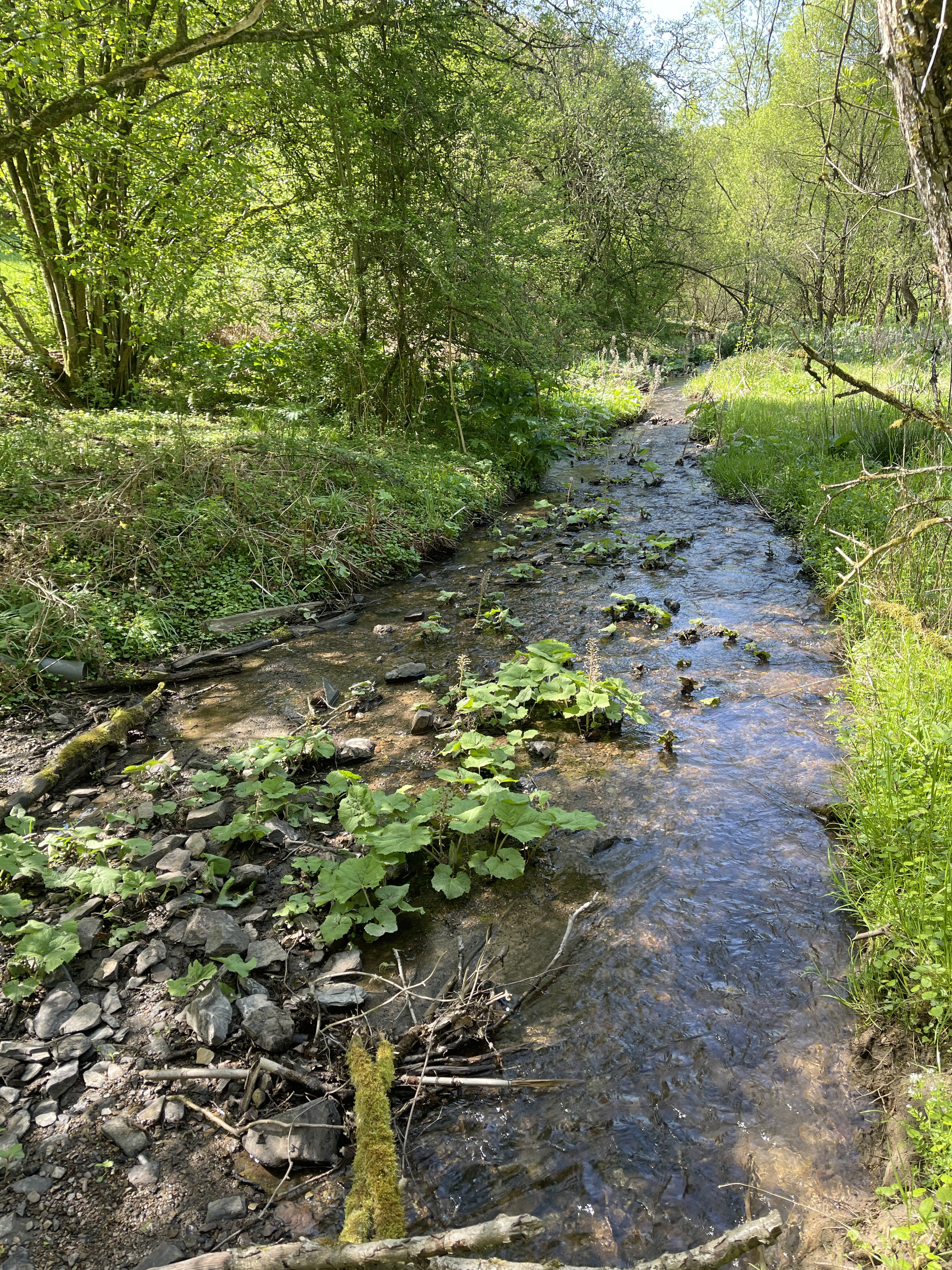
Pestwurz im Grunder Bach südl. Grund
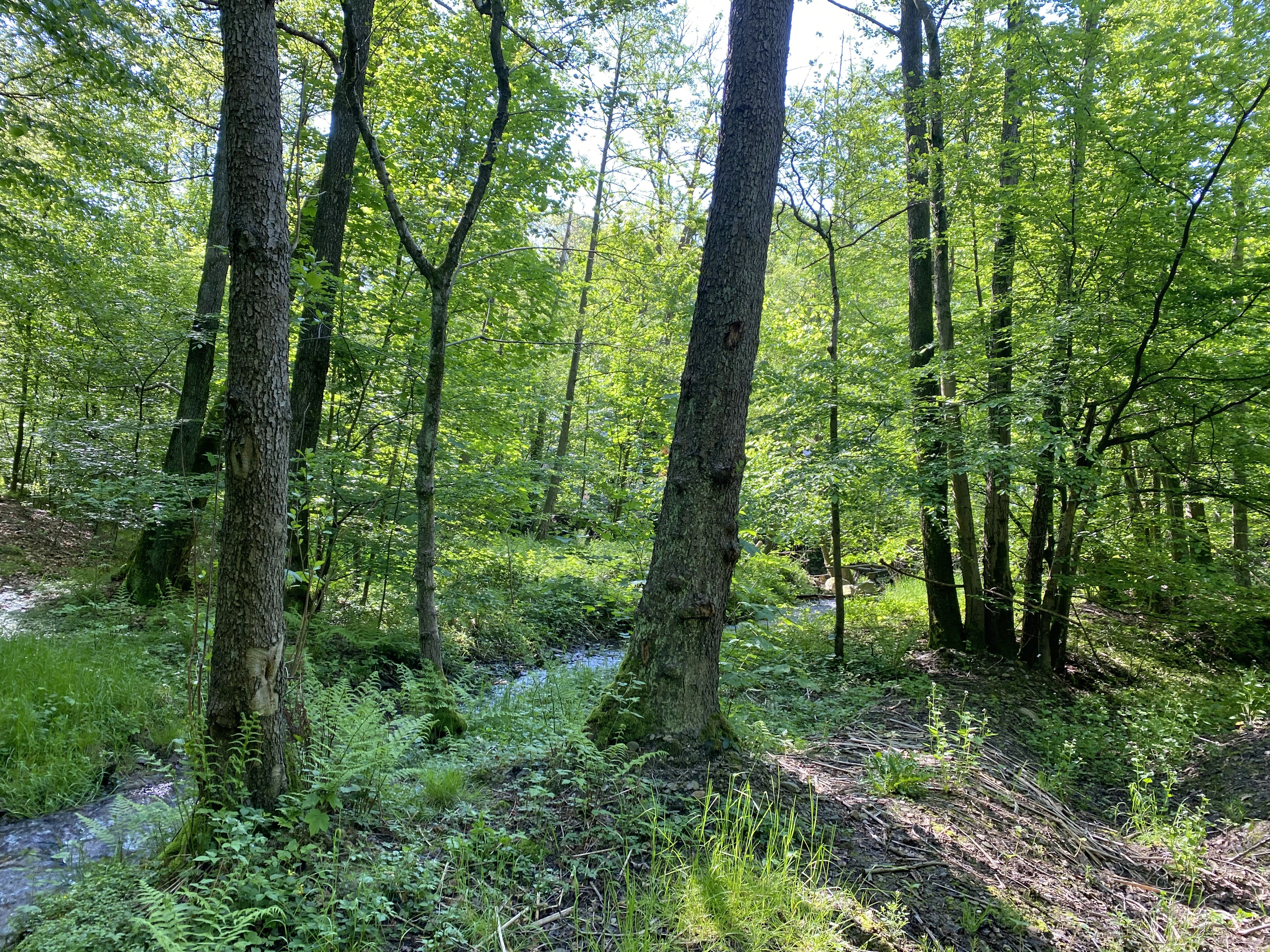
Grunder Bach im Erlenauwald am Morsbach